# Pierre-Eugène Fournier
 (mai 2011).
Si vous disposez d'ouvrages ou d'articles de référence ou si vous connaissez des sites web de qualité traitant du thème abordé ici, merci de compléter l'article en donnant les références utiles à sa vérifiabilité et en les liant à la section « Notes et références ».
Pour les articles homonymes, voir Pierre Fournier et Fournier.
Pierre-Eugène Fournier, né le 25 août 1892 à Lyon et mort le 19 mai 1972 à Boulogne-Billancourt, est un haut fonctionnaire français, inspecteur général des Finances, gouverneur de la Banque de France entre 1937 et 1940, puis directeur du SCAP (Service de contrôle des administrateurs provisoires) et président du conseil d’administration de la SNCF sous le régime de Vichy, avant de poursuivre une carrière brillante dans la banque et le milieu associatif.

## Biographie

### Jeunesse
Pierre-Eugène Fournier naît au 28 rue du Plat, dans le 2e arrondissement de Lyon. Il est le fils du général Joseph Anthelme Fournier et de Louise Chartron. Il obtient ses baccalauréats ès sciences et ès lettres en 1907 et 1908. Il obtient sa licence en droit en 1911 et est la même année diplômé de l’École libre des sciences politiques. Il effectue d’octobre 1911 à novembre 1913 son service militaire au 4e zouaves à Bizerte où son père est gouverneur militaire. Il est nommé sous-lieutenant.

### La Première Guerre mondiale
Mobilisé du 3 août 1914 au 11 mars 1919, il se bat d’abord au 4e Zouaves en France et en Belgique et à ce titre combat sous Ypres au printemps 1915. Il est ensuite versé au 2e Régiment de Zouaves de marche qui fait alors partie de l’armée d’Orient. Il combat lors de la retraite de Serbie (novembre-décembre 1915), du combat de la Struma (18 et 20 août 1916), de l’offensive de Monastir (septembre-octobre 1916), puis de l’offensive d’Albanie (septembre-octobre 1917). Il finit la guerre avec le grade de capitaine, et ayant obtenu la croix de chevalier de la Légion d'honneur, la Croix de guerre avec 3 citations, la Croix de l'Aigle blanc de Serbie avec glaives, la Croix de Sainte-Anne de Russie et la médaille des blessés de guerre.

### L’entre-deux-guerres

#### Inspection des finances
Il devient Inspecteur des finances en 1919 et commence alors une carrière remarquée par son extrême rigueur. Il entre le 25 janvier 1923 au cabinet de Charles de Lasteyrie, ministre des Finances, comme chargé de missions, puis devient, le 13 mars 1924, sous-chef de cabinet de son successeur François Marsal. Après la victoire du Cartel des gauches, il est nommé directeur-adjoint à la direction du budget et est chargé de l’inventaire des richesses de la France par le ministre des Finances Étienne Clémentel. Bien qu’ayant été membre du cabinet du ministre dont cet inventaire était censé relever les fautes, Fournier fait preuve de la plus grande rigueur dans le service de l’État et l’ouvrage qui en résulta fut salué comme extrêmement « objectif » et « impartial ». Le 9 mai 1924, il épouse Antoinette de Launay, née en 1899, fille de Louis de Launay, géologue. Ils auront trois enfants.

#### Direction du Budget
À la mort soudaine du directeur du budget Susane, Fournier lui succède et devient ainsi l’un des plus jeunes directeurs de l’histoire (il a alors 33 ans). Son principal défi consiste alors à maintenir les finances françaises, obérées par les charges de la Reconstruction, que les réparations allemandes ne parviennent pas à couvrir, et gênées par le problème du remboursement des dettes de guerre réclamé par les États-Unis. L’extrême instabilité ministérielle n’arrange rien.

Très sourcilleux quant aux prérogatives de sa direction, Fournier obtiendra d’augmenter le nombre de ses bureaux et la création d’une troisième sous-direction. Celle-ci sera dévolue aux nouveaux contrôles qui se multiplient avec l’intervention de la puissance publique : offices nationaux, établissements industriels et finances de l’Outre-Mer.

#### La Banque de France
Le 6 février 1929, Pierre-Eugène Fournier est nommé 2e sous-gouverneur de la Banque de France, alors qu’il souhaitait plutôt continuer son action de grand commis de l’État en prenant la tête de la direction du Mouvement général des Fonds. Il est aussitôt chargé par Henry Chéron d’établir un rapport sur la situation financière des grands réseaux de chemins de fer français. Élargissant alors de lui-même ses compétences aux chemins de fer européens pour permettre une comparaison de la situation française avec celle de ses voisins, son rapport critique longuement la convention de 1921. Cette critique ouvrit la voie à la création de la SNCF en 1937.
Parallèlement à ses travaux sur les chemins de fer, Fournier développe l’usage du crédit à moyen terme et accentue le contrôle de la Banque de France sur les autres banques. Nommé 1er sous-gouverneur le 27 septembre 1929, il accède au poste de gouverneur de la Banque de France le 20 juillet 1937. Il est à ce titre administrateur de la SNCF dès sa création et de la Banque des règlements internationaux.

### La Seconde Guerre mondiale

#### La Banque de France
À la suite des accords de Munich de 1938, le gouverneur décide de prévoir l’évacuation de l’encaisse-or de la Banque de France en cas de conflit. Cet encaisse-or s’élève alors à 2 430 tonnes de métal fin. Diverses mesures sont alors prises. Environ 300 tonnes d’or constituent une provision à l’étranger (destinée à garantir les contrats passés par l’État français). Le reliquat est placé dans 51 succursales choisies près de la Méditerranée ou de l’Atlantique pour permettre une évacuation rapide. De plus, entre le 4 novembre 1939 et le 12 mars 1940, 400 tonnes d’or sont expédiées hors de France, vers Halifax et la Turquie. Le 14 mai 1940, le ministre des Finances notifie au gouverneur son intention de faire transférer la totalité de l’or hors de France. Malgré la désorganisation des réseaux de chemin de fer et le manque de bateaux, l’intégralité de l’or peut être mise en sécurité. L’évacuation a lieu par les ports de Toulon, du Verdon et de Brest. La majorité de l’or ayant été stockée en Bretagne, elle est évacuée par ce dernier port à bord des croiseurs Émile Bertin, Jeanne d’Arc et du paquebot Pasteur. Les derniers navires appareillent à 19 h le 18 juin ; les Allemands entrent dans la ville à 22 h. De même, le gouverneur prend toutes les mesures pour qu’aucun billet de banque ne tombe entre les mains des Allemands. Après avoir approvisionné les banques privées, les derniers billets en stock sont incinérés tandis qu’une nouvelle série de billets est imprimée pour pouvoir servir à la libération. Le 5 septembre 1940, le Gouverneur Fournier préside son dernier conseil général de la Banque de France.

#### Service du contrôle des administrateurs provisoires (SCAP)
Créé en application d'une instruction du chef de l'administration militaire allemande en France en date du 9 décembre 1940, ce service fut institué auprès du ministère de la Production industrielle pour surveiller, au nom du gouvernement français, l'aryanisation des entreprises israélites demandée par les autorités occupantes en zone nord. Pierre Fournier fut le premier directeur du SCAP, remplacé en mars 1941 par Melchior de Faramond, contrôleur général de l'armée.

#### La présidence de la SNCF
Lorsqu'il prend la tête de la SNCF, Pierre-Eugène Fournier possède déjà une bonne connaissance du réseau ferré français à la suite de son rapport effectué dans les années 1930, qui préfigura la création de la SNCF. Cependant, le successeur de Pierre Guinand va devoir affronter de graves problèmes, particulièrement face à l'application de l'article 13 de la Convention d'Armistice. L'occupant refusait tout droit à la SNCF sur les territoires d'Alsace-Lorraine considérés comme parties intégrantes du Reich, certaines lignes du Nord de la France étaient sous la responsabilité de l'EBO de Bruxelles et enfin la ligne de démarcation coupait la France en deux.
L'idée directrice de Fournier est de s'opposer au maximum à ce que les Allemands donnent directement des ordres au personnel de la SNCF. Il s'oppose à l'occupant et au gouvernement de Vichy sur trois points principaux :
- L'envoi en Allemagne de personnels, particulièrement de chauffeurs et d'ouvriers en métaux. Il conditionne les départs au volontariat et au retour d'autant de prisonniers de guerre.
- Le prélèvement de matériel, comme les locomotives ou les appareils d'aiguillage.
- Le licenciement des personnels juifs. Il s'efforce dans un premier temps de faire annuler les mesures le privant de ses collaborateurs juifs avant de transformer les licenciements en mutations en zone libre ou en changements de grade[3].

Pierre Fournier s'efforce au maximum de faire prévaloir l'intérêt de la SNCF et sa mission première à son sens : assurer la vie économique et le ravitaillement du pays, alors que les Allemands souhaitent donner une priorité absolue à leurs propres transports. EN octobre 1943, il s’oppose à la tentative allemande d’imposer le travail le dimanche.
L'année 1944 est marquée par une recrudescence des actes de sabotage, particulièrement du matériel de la SNCF. Ces sabotages sont le plus souvent effectués par des cheminots, ce qui pousse les autorités d'occupation à des mesures de coercition et à déclarer que les cheminots seront responsables collectivement des actes de sabotage. Dans la seule journée du 8 juin 1944, 68 trains allemands déraillent. Le 9 juin, la Gestapo arrête le président de la SNCF Pierre Fournier, le vice-président Cyrille Grimpret, l'administrateur Getten, le secrétaire-adjoint Vagogne, le directeur du Service central du mouvement Jean Tuja ainsi que 50 cheminots de tous grades,. Ils seront rapidement relâchés car l'état-major allemand craint que ces arrestations n’aient pour conséquence une grève générale dont ils n'ont nul besoin au lendemain du débarquement en Normandie. Cela n'empêchera pas l'arrestation de Louis Armand, le 24 juin.
Le 26 août 1944, le président Fournier reçoit les remerciements du Conseil national de la Résistance pour l'action de la SNCF depuis l'armistice. Le 28 août, il annonce que « toutes les mesures d'exception prises par les gouvernements successifs au cours des dernières années, pour des motifs étrangers à l'activité professionnelle depuis l'Armistice, sont rapportées automatiquement ». La SNCF se lance ensuite dans la reconstruction du réseau, aux trois quarts détruit.
Quelques jours avant l'expiration de son mandat, en septembre 1946, Fournier décide de remettre son mandat entre les mains du gouvernement. Marcel Flouret lui succède.

### Après la guerre
À 64 ans, Pierre Fournier doit commencer une nouvelle vie. Il est très vite sollicité pour reprendre place dans un certain nombre de conseils d'administration. Soucieux cependant de continuer à servir la communauté, il se consacre aussi grandement à un certain nombre d'œuvres.

#### Œuvres caritatives
Les compétences financières de Pierre Fournier l’amènent à prendre la présidence de l’Œuvre des Chantiers du Cardinal, poste qui convient parfaitement à un fervent catholique comme lui. Laissant les questions architecturales à ses collaborateurs, il s’attache avant tout aux questions financières, en faisant recourir à l’emprunt pour compléter les revenus provenant des dons des fidèles. Mais l’œuvre qui occupe le plus la fin de sa vie est l’Association Valentin Haüy au service des aveugles et des malvoyants.

## Décorations
- Grand officier de la Légion d'honneur
- Croix de guerre 1914-1918 avec 3 citations
- Croix de l'Aigle blanc de Serbie avec glaives
- Croix de Sainte-Anne de Russie
- Médaille des blessés de guerre
- Commandeur de l’ordre de l’Étoile noire du Bénin
- Grand officier de l’ordre de Saint-Sava de Yougoslavie
- Grand officier de la couronne de Yougoslavie
- Commandeur avec étoile de l'ordre Polonia Restituta
- Commandeur de l'ordre de la Couronne d'Italie
- Grand-croix de l'ordre du Ouissam alaouite